# Moisés Alcalde Virgen
Moisés Alcalde Virgen es un político mexicano, miembro del Partido Acción Nacional.
Fue Regidor del municipio de Naucalpan de 1997 a 2000, diputado federal de la LVIII Legislatura Federal de 2000 a 2003 por el estado de México, diputado local por el distrito 29 del Estado de México. Buscó la candidatura a la presidencia municipal de Naucalpan de Juárez para las elecciones de 2006, que le fue otorgada a José Luis Durán Reveles.
Actualmente es diputado federal por el XXII Distrito Electoral Federal del Estado de México para la LX Legislatura, es presidente del Comité del Centro de las Finanzas Públicas, y miembro de las Comisiones de Vigilancia y Presupuesto.
Actualmente es titular de la Unidad de Contabilidad Gubernamental e Informes sobre la Gestión Pública en la Secretaria de Hacienda y Crédito Público.
De profesión Contador Público, cuenta con un Doctorado en Administración por el Tecnológico de Monterrey y la Universidad de Austin